# تیپ ۴ کریاتی
تیپ کریاتی یا کیریاتی (انگلیسی: Kiryati Brigade) (این تیپ در جنگ ۱۹۴۸ اعراب و اسرائیل با عنوان تیپ چهارم شناخته می‌شد) در سال ۱۹۴۸ توسط دیوید بن گوریون تشکیل شد و یکی از ۹ تیپ اصلی تشکیل دهنده سازمان هاگانا بود. تیپ کریاتی در ابتدا مسئولیت تأمین امنیت شهر تل‌آویو و مناطق اطراف آن را بر عهده داشت. این تیپ در چندین نبرد در طول جنگ ۱۹۴۸ اعراب و اسرائیل مشارکت داشت. همچنین در جنگ ۱۹۵۶ سوئز نیز شرکت داشت.

نشان تیپ

دو گردان اصلی این تیپ عبارت بودند از:
- گردان ۲۱ام کروت هاگانا (به فرماندهی بن-آمی پِکتر)
- گردان ۲۲ام ایرونی هاگانا (به فرماندهی مردخای (موتکه) مکلف سرگرد سابق ارتش بریتانیا در تیپ یهود) که متشکل از۵ گروهان بود که شامل یک گروهان از پالماخ و همچنین یک گروهان از سپاه پاسداران (Guard Corps) بود.

## لیست عملیات‌هایی که این تیپ در آن شرکت کرده‌است
- عملیات دنی
- عملیات هَمِتز
- بحران سوئز